# 이노우에 다이라
이노우에 다이라(일본어: 井上 平, 1983년 4월 11일 ~ )는 일본의 전 축구 선수이다.

## 구단 경력
과거 도쿄 베르디, FC 기후, SC 사가미하라에서 활동하였다.